# 109 (warenhuis)

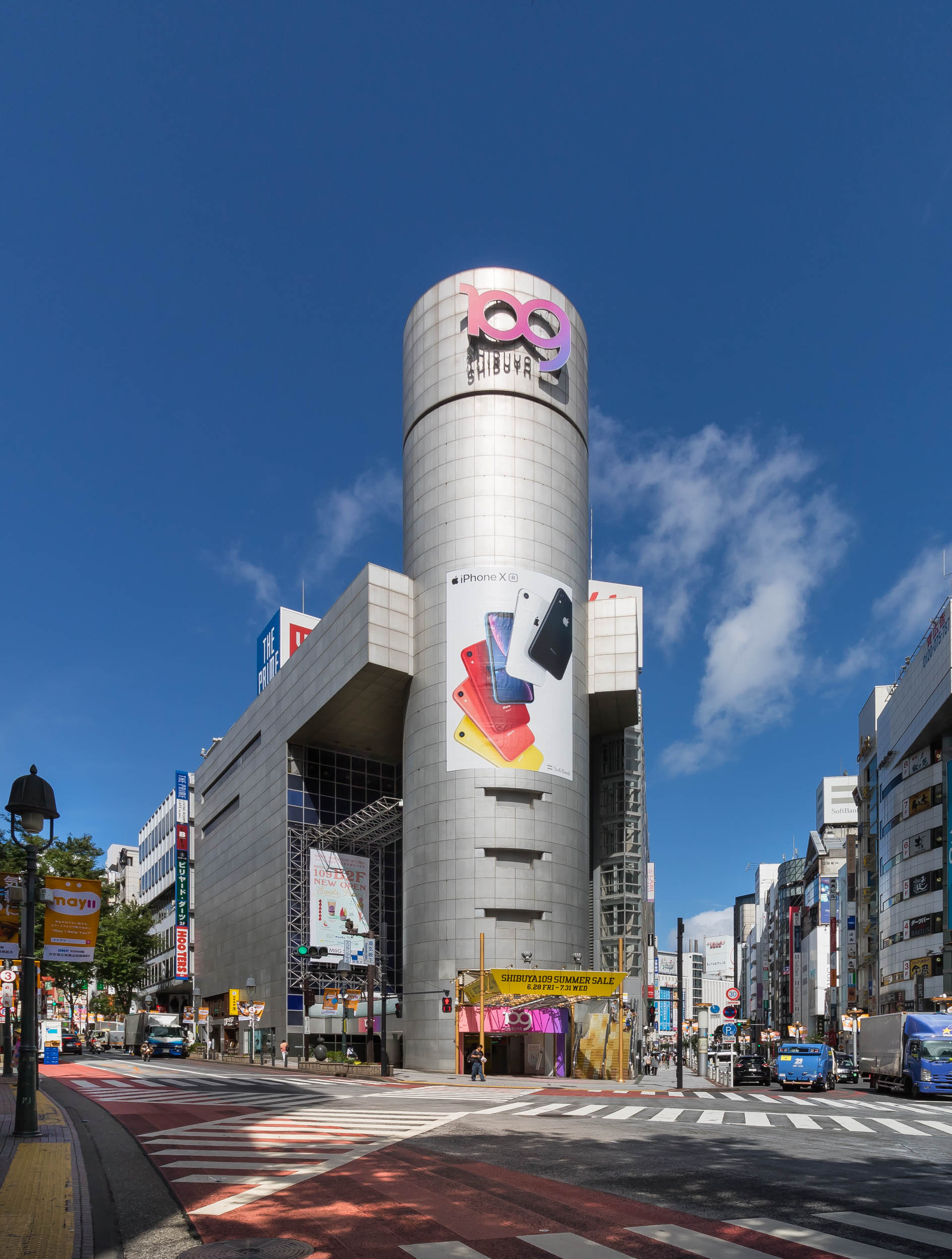
Shibuya 109

109 (Ichi-maru-kyū) is een warenhuis in Shibuya, Tokio, Japan. Het warenhuis wordt geëxploiteerd door SHIBUYA109 Entertainment Corporation, een dochteronderneming van de Tokyu Group.

## Geschiedenis
Het gebouw, gelegen aan de overkant van het station van Shibuya, werd in april 1979 geopend. De architect was Minoru Takeyama. Tokyu, de exploitant van het gebouw, ontwierp het gebouw als een 'modegemeenschap' met kleine winkels, die zich richtten op de vrouwelijke dertigers. Tokyu was van plan met het warenhuis te concurreren met de warenhuizen van Seibu, die hun intrede deden in het Shibuya-gebied.
De naam van het gebouw, 109, is een woordspeling en is ontleend aan de Japanse karakters tō (wat 10 betekent) en kyū (9) zoals in Tōkyū . Het interieur van het gebouw is zo ontworpen dat het winkelend publiek op elke verdieping in een lus van de liften langs verschillende winkels wordt vervoerd. Oorspronkelijk was er een bioscoop gepland voor de bovenste verdieping, maar de brandweer wilde geen goedkeuring verlenen omdat de noodevacuatieroutes niet aan de juiste normen voldeden. Hoewel het gebouw oorspronkelijk gericht was op vrouwen van in de dertig, werd het later meer bekend als een toevluchtsoord voor jonge vrouwen uit de gyaru-subcultuur.......opm

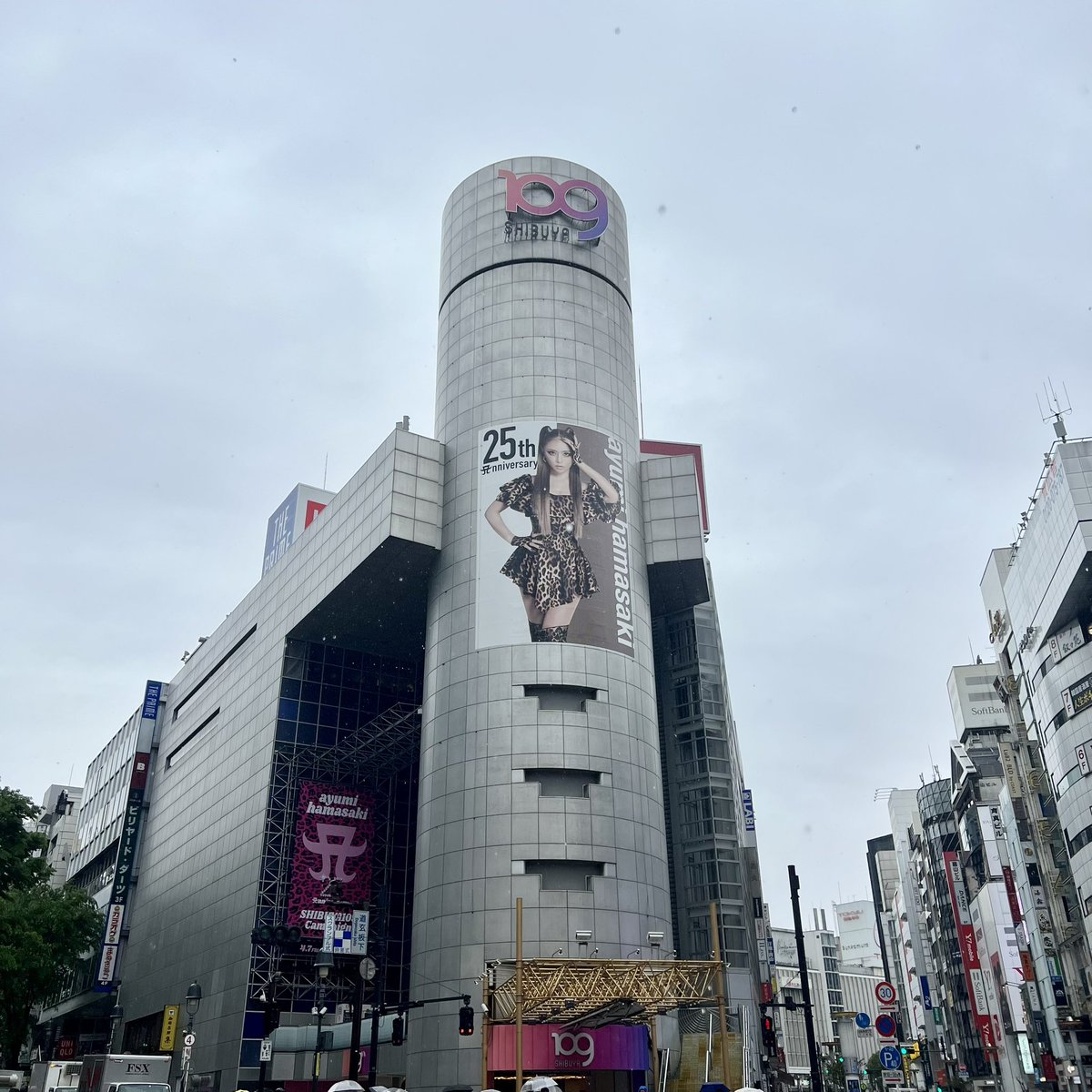
Samenwerking van Shibuya 109 met Ayumi Hamasaki in april 2023

Door de zichtlocatie van het Shibuya-gebouw, is het pand in  verschillende Japanse media, zoals anime en videogames te zien. Omdat 109 echter een auteursrechtelijk beschermd merk is, wordt het nummer altijd gewijzigd.

### Samenwerking met Ayumi Hamasaki
In april 2023 werd gebouw 109 gebruikt voor Ayumi Hamasaki 's "25th Anniversary Shibuya109 Campaign", waarbij de kunstenaar zowel op de toren als via deelnemende winkels werd tentoongesteld. Hamasaki, beroemd omdat ze een inspiratiebron was voor de gyaru-cultuur in de jaren 2000, werkte samen met talloze merken voor kleding, merchandise en snoepgoed in beperkte oplage, samen met een afspeellijst met haar muziek die in het hele gebouw werd gebruikt. 

## Filialen
- Shibuya 109 (Shibuya, Tokio), geopend in april 1979;

- MAGNET by Shibuya 109 (Shibuya, Tokio),   oorspronkelijk werd het in april 1979 geopend als 109-2. In maart 2011 werd het omgedoopt in 109 Men's en in april 2018 werd het omgedoopt tot de huidige naam.

- Kohrinbo 109 (Kanazawa, Ishikawa), geopend in september 1985
- 109 Machida (Machida, Tokio), geopend in juli 2002 en later gesloten;
- Shizuoka 109 (Shizuoka, Shizuoka), oorspronkelijk geopend in maart 2006 als Shibuya 109 Dreams en in oktober 2007 omgedoopt tot de naam Shizuoka 109;
- Minatomirai 109 (Yokohama), geopend in april 2010;
- Shibuya 109 Abeno (Osaka), geopend in april 2011.